# 诙谐及其与无意识的关系
《诙谐及其与无意识的关系》（德語：Der Witz und seine Beziehung zum Unbewußten) 是精神分析学创始人西格蒙德·弗洛伊德于 1905 年出版的一本关于诙谐（Witz）、喜剧（Komik）、幽默（Humor）的精神分析的书。 在作品中，弗洛伊德描述了诙谐的心理过程和技巧，并将它们与梦的工作和无意识的过程和技巧进行了比较。 

## 内容
弗洛伊德声称“我们对诙谐的享受”表明了我们在更严肃的谈话中所压抑的东西。 弗洛伊德认为，诙谐的成功取决于一种心理花费，通过这种能量花费，诙谐可以让人克服压抑。 
根据弗洛伊德的说法，理解诙谐技巧对于理解诙谐及其与无意识的关系至关重要，正是这些技巧才使得诙谐成为诙谐。 弗洛伊德还指出，听诙谐而开怀大笑的听众通常没有心情去探究笑话的技巧。 

## 结构
本书分为“分析”、“综合”和“理论”三个部分。
第二部分讨论了诙谐的心理起源和动机，以及诙谐作为一种社会过程。
本书的第一部分包括对诙谐的技巧和倾向的讨论。
本书的最后一部分讨论了笑话与梦和无意识的关系。

## 影响
这本书在《探险活宝》第十季第九集“Blenanas”中被提及。泡泡糖公主给了芬恩一本书，并说她没有时间向他解释幽默的心理学。该集的标题为“Der Witz Und Seine Beziehung Zum Unter Bewussten”。

## 相关链接
- 弗洛伊德的幽默
- 西格蒙德·弗洛伊德参考书目